# Trzcianki (Puławy)
Pour les articles homonymes, voir Trzcianki.
Trzcianki (prononciation [ˈtʂt͡ɕaŋki]) est un village de la gmina de Janowiec du powiat de Puławy dans la voïvodie de Lublin, situé dans l'est de la Pologne.
Il se situe à environ 7 kilomètres au nord de Janowiec (siège de la gmina), 6 kilomètres au sud-ouest de Puławy (siège du powiat) et 48 kilomètres à l'ouest de Lublin (capitale de la voïvodie).

## Histoire
De 1975 à 1998, le village est attaché administrativement à l'ancienne voïvodie de Lublin.

Depuis 1999, il fait partie de la nouvelle voïvodie de Lublin.